# Ralph Tyler Smith
Ralph Tyler Smith, född 6 oktober 1915 i Granite City, Illinois, död 13 augusti 1972 i Alton, Illinois, var en amerikansk republikansk politiker. Han representerade delstaten Illinois i USA:s senat 1969–1970.
Smith utexaminerades 1937 från Illinois College. År 1940 avlade han juristexamen vid Washington University Law School i Saint Louis och arbetade sedan som advokat i Granite City. Han deltog i andra världskriget i USA:s flotta och återvände därefter till sin advokatpraktik.
Senator Everett Dirksen avled 1969 i ämbetet och Smith blev utnämnd till senaten fram till fyllnadsvalet följande år. 19-åriga Karl Rove deltog i Smiths förlorande kampanj i fyllnadsvalet mot Adlai Stevenson III.
Smith var presbyterian och frimurare. Han gravsattes på Sunset Hill Cemetery i Madison County, Illinois.